# 因斯布鲁克大学
因斯布鲁克大学（德語：Leopold-Franzens-Universität Innsbruck）是一所创办于1669年的奥地利大学，位于全国第五大城市因斯布鲁克。按学生人数算，它现在是奥地利蒂罗尔州最大的大学，以及全国第三大大学，仅次于维也纳大学和格拉茨大学。

## 历史
1562年在因斯布鲁克成立了一个耶稣会文法学校，即今天的因斯布鲁克学术中学。它的经费是由蒂罗尔盐矿资助，利奥波德一世于1669年在其基础上建立了大学，有四个学院。
1782年减少到只有一个阅览室（奥地利帝国的所有其他大学，除布拉格查理大学、维也纳大学和利沃夫大学外都遭到了同样的对待），后来皇帝弗朗茨一世于1826年重建了因斯布鲁克大学。
哈布斯堡王室在19世纪50年代逐步关闭了奥洛穆茨大学，因为奥洛穆茨的学生和教授参加了1848年革命和捷克民族复兴。奥洛穆茨大学的礼仪设施转移到因斯布鲁克大学。原奥洛穆茨大学自1580年代开始使用的礼仪锤现在仍在因斯布鲁克医学院和神学院使用。
2005年大学图书馆内发现了腓特烈二世与康拉德四世间通信的抄本。

## 校友
- 何作霖：著名地质学家。中国科学院院士。1939年获因斯布鲁克大学博士学位。1946年任国立山东大学教授，创建地质矿物学系并任系主任，1951年兼任教务长。